# Vương Đình Huệ từ chức Chủ tịch Quốc hội
Vào ngày 26 tháng 4 năm 2024, truyền thông nhà nước Việt Nam đưa tin về việc Ban Chấp hành Trung ương Đảng quyết định cho phép Vương Đình Huệ, người giữ chức Ủy viên Bộ Chính trị và Chủ tịch Quốc hội nước Cộng hòa Xã hội chủ nghĩa Việt Nam từ nhiệm. Ông trở thành "trụ" thứ ba trong số Tứ trụ của Việt Nam từ chức trong vòng một nhiệm kỳ sau Nguyễn Xuân Phúc và Võ Văn Thưởng, đồng thời là người thứ 5 rời khỏi vị trí Ủy viên Bộ Chính trị Ban Chấp hành Trung ương Đảng Cộng sản Việt Nam khóa 13. Ông từ chức do vi phạm "Quy định những điều Đảng viên không được làm", "Quy định về trách nhiệm nêu gương của các bộ, đảng viên" và phải "Chịu trách nhiệm người đứng đầu". Thông tin ông từ chức được công bố vài ngày sau khi Phạm Thái Hà – trợ lý của ông bị bắt giữ do các sai phạm liên quan đến Tập đoàn Thuận An. Việc nhiều cán bộ cấp cao tại Việt Nam phải từ chức đã làm dấy lên quan ngại về sự ổn định chính trị của nước này trong bối cảnh chiến dịch đốt lò ngày càng được đẩy mạnh kể từ năm 2020. Việc miễn nhiệm ông đã được Quốc hội Việt Nam chính thức thông qua vào ngày 2 tháng 5 năm 2024. Quá trình từ chức của Vương Đình Huệ cũng được cho là tương tự với Võ Văn Thưởng.
Tuy nhiên, theo truyền thông phương Tây, việc nhiều cán bộ tại Việt Nam phải từ chức được xem là một phần của cuộc "đấu đá nội bộ" nhằm tranh giành quyền lực trước thềm Đại hội Đảng Cộng sản Việt Nam lần thứ 14 dự kiến diễn ra vào tháng 1 năm 2026, để tìm người thay thế Nguyễn Phú Trọng trong vai trò Tổng Bí thư Đảng Cộng sản Việt Nam, trong bối cảnh sức khỏe của ông Trọng đang bị suy giảm.

## Bối cảnh

### Các sai phạm tại Tập đoàn Thuận An
Vào tối ngày 15 tháng 4 năm 2024, Cơ quan Cảnh sát điều tra (C03) thuộc Bộ Công an đã ra quyết định khởi tố nhiều cán bộ có liên quan đến các sai phạm tại Công ty cổ phần Tập đoàn Thuận An (gọi tắt là Tập đoàn Thuận An). Trong đó bao gồm Chủ tịch Hội đồng quản trị Tập đoàn Thuận An Nguyễn Duy Hưng và nhiều cán bộ ở tỉnh Bắc Giang. Tổng cộng đã có 5 người bị bắt giữ khi quyết định khởi tố được công bố. Đến ngày 22 tháng 4, C03 tiếp tục công bố lệnh khởi tố bổ sung, bắt tạm giam Phạm Thái Hà – người giữ chức vụ Phó Chủ nhiệm Văn phòng Quốc hội, Trợ lý Chủ tịch Quốc hội Vương Đình Huệ với tội danh "Lợi dụng chức vụ, quyền hạn gây ảnh hưởng đối với người khác để trục lợi" tại Tập đoàn Thuận An và các đơn vị, tổ chức có liên quan. Tuy vậy, các cơ quan truyền thông hải ngoại như Người Việt cho rằng việc bắt giữ Phạm Thái Hà diễn ra sau khi Vương Đình Huệ cùng đoàn cán bộ của mình trở về Hà Nội sau chuyến thăm Bắc Kinh. Các cơ quan truyền thông này cũng cho rằng chuyến thăm Trung Quốc của ông Huệ trong thời gian này là nhằm mục đích "cầu viện" nước này để giữ vị trí của mình trong Quốc hội Việt Nam. Theo Điều 7, Quy định 41 của Ban Chấp hành Trung ương Đảng Cộng sản Việt Nam, cán bộ có thể sẽ bị miễn nhiệm hoặc buộc phải từ chức nếu liên quan đến "trách nhiệm của người đứng đầu". Quy định này đã được Bộ Chính trị ban hành và Chủ tịch nước Võ Văn Thưởng ký vào tháng 11 năm 2021.

### Chiến dịch đốt lò

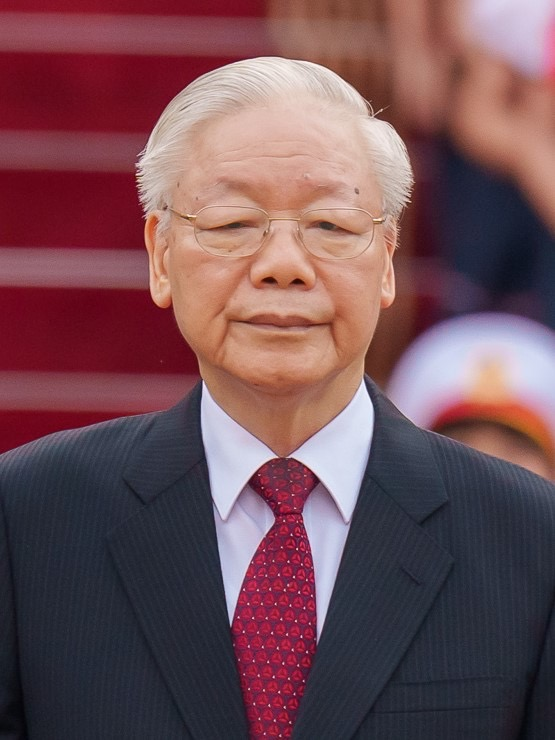
Tổng Bí thư Nguyễn Phú Trọng, người đã khởi xướng chiến dịch đốt lò.

Đến năm 2016, Đảng Cộng sản Việt Nam bắt đầu thực hiện chiến dịch phòng chống tham nhũng mang tên "đốt lò" do Tổng Bí thư Nguyễn Phú Trọng khởi xướng. Chiến dịch này được phát động sau giai đoạn Nguyễn Tấn Dũng làm Thủ tướng khiến nhiều người cho rằng việc tham nhũng đang được tạo điều kiện phát triển ở Việt Nam. Kể từ năm 2022, chiến dịch này đã được đẩy mạnh hơn bao giờ hết. Trước đó, vào năm 2021, Bộ trưởng Bộ Công an Tô Lâm được bổ nhiệm làm Phó trưởng Ban Chỉ đạo Trung ương về phòng, chống tham nhũng, tiêu cực Đảng Cộng sản Việt Nam. Đến tháng 11 cùng năm, Ban Chấp hành Trung ương Đảng Cộng sản Việt Nam ban hành Quy định 41, trong đó Điều 7 quy định các cán bộ có thể sẽ phải xem xét từ chức hoặc miễn nhiệm do liên quan đến "trách nhiệm của người đứng đầu" khi cấp dưới mắc sai phạm. Chính vì quy định này mà nhiều cán bộ cấp cao tại Việt Nam đã phải từ chức do các sai phạm của trợ lý mình như Phó Thủ tướng Phạm Bình Minh, Phó Thủ tướng Vũ Đức Đam do liên quan đến các sai phạm tại Công ty cổ phần Công nghệ Việt Á. Sau đó là việc Nguyễn Xuân Phúc từ chức với lý do tương tự khi để nhiều cán bộ cấp dưới của mình vi phạm. Đến tháng 3 năm 2024, các sai phạm xung quanh Tập đoàn Phúc Sơn đã bị phát giác, dẫn đến việc bắt giữ nhiều cá nhân và sự từ chức của Chủ tịch nước Võ Văn Thưởng. Chỉ trong năm 2023, đã có tổng cộng 459 đảng viên bị kỷ luật vì tham nhũng. Tuy nhiên, cũng xuất hiện nhiều cáo buộc cho rằng chiến dịch này đang được sử dụng cho mục đích chính trị nhằm tranh giành quyền lực nội bộ, nhưng Bộ Ngoại giao Việt Nam đã phủ nhận cáo buộc này.

### Trước thềm Đại hội Đảng Cộng sản Việt Nam lần thứ 14
Vào năm 2021, Nguyễn Phú Trọng đã tái đắc cử nhiệm kỳ thứ 3 liên tiếp tại Đại hội Đảng Cộng sản Việt Nam lần thứ 13, trở thành Tổng Bí thư Đảng Cộng sản Việt Nam trong 3 nhiệm kỳ liên tiếp. Ông là một trong 10 trường hợp "đặc biệt" được bầu vào Ban Chấp hành Trung ương Đảng Cộng sản Việt Nam. Vào năm 2024, ở độ tuổi 79, sức khỏe của ông Trọng được cho là đã suy giảm. Vào ngày 14 tháng 4 năm 2019, khi ông Trọng đang trong nhiệm kỳ thứ hai, có thông tin cho rằng ông đã bị đột quỵ khi công tác ở Kiên Giang. Trong nhiều lần công khai về tình hình sức khỏe với báo chí, ông Trọng cũng thừa nhận rằng mình "không khỏe lắm". Trước khi bế mạc Đại hội lần thứ 13, ông Trọng cũng đã chia sẻ về tình hình sức khỏe của mình rằng: "Bây giờ tôi không được khỏe lắm, tuổi cũng đã cao, cũng xin nghỉ rồi, thế nhưng Đại hội bầu phải làm, Đảng viên thì phải chấp hành". Theo truyền thông phương Tây, do ảnh hưởng của sức khỏe và tuổi tác cao, nhiều khả năng ông không thể tiếp tục nhiệm kỳ mới với vai trò Tổng Bí thư Đảng Cộng sản Việt Nam. Trước thềm Đại hội Đảng Cộng sản Việt Nam lần thứ 14, nhiều đối thủ đã bắt đầu chen chân hạ bệ nhau để tranh giành quyền lực và kế nhiệm ông Trọng.

## Từ chức và miễn nhiệm
Theo Người Việt, một tờ báo hải ngoại về Việt Nam, chuyến thăm Trung Quốc của Vương Đình Huệ kéo dài từ ngày 9 đến ngày 12 tháng 4 được diễn ra trong bối cảnh chính trị bất lợi cho ông và chuyến thăm này được cho là vì mục đích "cầu viện". Tuy nhiên, truyền thông Việt Nam bác bỏ điều này. Cũng theo tờ báo, Phạm Thái Hà, trợ lý của Chủ tịch Quốc hội đã bị bắt giữ ngay sau khi Vương Đình Huệ kết thúc chuyến thăm Trung Quốc và đặt chân xuống sân bay Nội Bài vào ngày 12 tháng 4 năm 2024. Tuy nhiên, phải đến ngày 22 tháng 4 năm 2024, truyền thông Việt Nam mới chính thức đưa tin về việc bắt giữ ông Hà do các sai phạm liên quan đến Tập đoàn Thuận An. Việc này được cho là ảnh hưởng đến ông Huệ vì theo Quy định 41 của Bộ Chính trị thì cán bộ có thể sẽ phải từ chức hoặc bị miễn nhiệm nếu vi phạm "trách nhiệm của người đứng đầu". Trong khi đó, theo Asia Sentinel, một tờ báo chuyên đưa tin về châu Á có trụ sở tại Hoa Kỳ, lại cho biết Nguyễn Duy Hưng – Chủ tịch kiêm người sáng lập Tập đoàn Thuận An là em họ của ông Vương Đình Huệ.
Đến ngày 26 tháng 4 năm 2024, sau phiên họp bất thường tại Trụ sở Trung ương Đảng, Ban Chấp hành Trung ương Đảng khoá 13 đã cho phép Vương Đình Huệ từ chức và nghỉ công tác. Ông từng giữ các chức vụ như Ủy viên Bộ Chính trị, Chủ tịch Quốc hội nước Cộng hòa xã hội chủ nghĩa Việt Nam nhiệm kỳ 2021–2026. Theo thông cáo, ông đã vi phạm "Quy định những điều Đảng viên không được làm", "Quy định về trách nhiệm nêu gương của các bộ, đảng viên" và phải "Chịu trách nhiệm người đứng đầu". Hành vi của ông được cho là đã "gây dư luận xấu, làm ảnh hưởng đến uy tín của Đảng, Nhà nước và cá nhân ông". Việc từ chức của ông diễn ra vài ngày sau khi có thông báo về việc bắt giữ trợ lý của ông do các sai phạm liên quan đến Tập đoàn Thuận An. Việc Vương Đình Huệ từ chức khiến ông trở thành nhân vật thứ hai trong Tứ trụ của Việt Nam từ chức chỉ trong vòng 2 tháng sau Chủ tịch nước Võ Văn Thưởng. Đồng thời, ông cũng là người thứ 5 trong Bộ Chính trị phải rời khỏi các chức vụ trong nhiệm kỳ 2021–2026. Vào sáng hôm thông tin ông Huệ từ chức được công bố, truyền thông Việt Nam còn đưa tin ông cùng Thủ tướng Phạm Minh Chính viếng thăm lăng Chủ tịch Hồ Chí Minh nhân kỷ niệm 49 năm kết thúc chiến tranh, thống nhất đất nước.
Vào ngày 1 tháng 5, Quốc hội Việt Nam công bố chính thức về việc tổ chức kỳ họp bất thường để xem xét công tác nhân sự diễn ra vào ngày 2 tháng 5 tại Hà Nội. Đây là kỳ họp bất thường lần thứ 7 trong nhiệm kỳ Quốc hội Việt Nam khóa 15. Tại phiên họp, Quốc hội Việt Nam đã bỏ phiếu kín và thông qua việc miễn nhiệm các chức vụ Chủ tịch Quốc hội nhiệm kỳ 2021–2026; Ủy viên Hội đồng Quốc phòng và An ninh cũng như cho thôi làm nhiệm vụ đại biểu quốc hội khóa 15 đối với Vương Đình Huệ. Đồng thời, Trần Thanh Mẫn – Ủy viên Bộ Chính trị, Phó Chủ tịch Thường trực Quốc hội sẽ điều hành hoạt động của Ủy ban Thường vụ Quốc hội và Quốc hội nước Cộng hòa xã hội chủ nghĩa Việt Nam cho đến khi bầu được Chủ tịch Quốc hội mới.
Vào ngày 20 tháng 11, Bộ Chính trị, Ban Bí thư đã xem xét, thi hành kỷ luật tổ chức đảng, đảng viên có vi phạm, khuyết điểm. Trong đó, Vương Đình Huệ bị kỷ luật cảnh cáo do đã "vi phạm quy định của Đảng, Nhà nước trong thực hiện chức trách, nhiệm vụ được giao, trong phòng, chống tham nhũng, tiêu cực; vi phạm quy định những điều đảng viên không được làm và trách nhiệm nêu gương; gây hậu quả nghiêm trọng, dư luận xấu, ảnh hưởng đến uy tín của Đảng và Nhà nước" trong thời gian nắm giữ cương vị Chủ tịch Quốc hội.

## Phản ứng

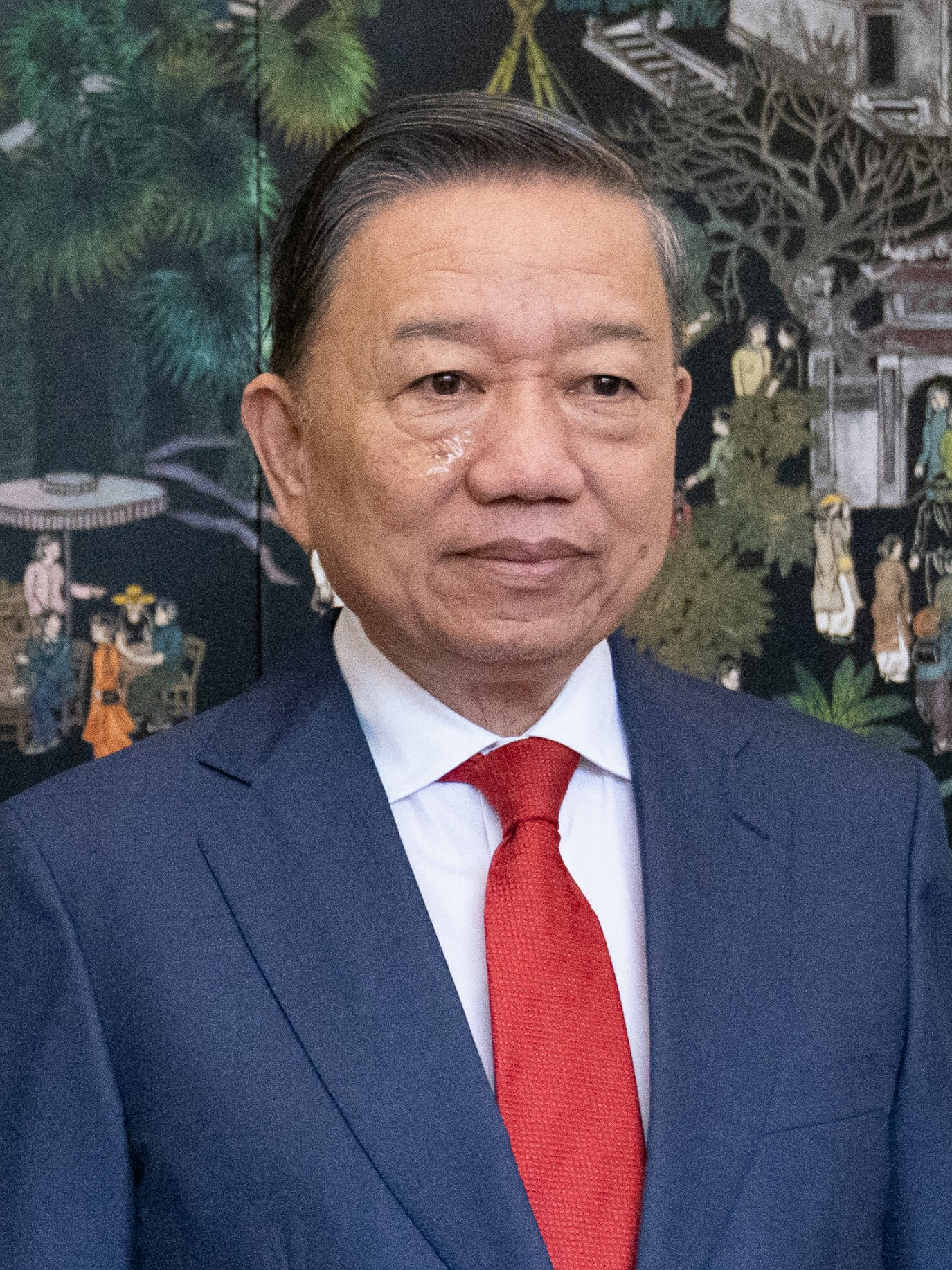
Bộ trưởng Bộ Công an Việt Nam Tô Lâm, người được truyền thông quốc tế đánh giá là đang ngày càng gia tăng quyền lực trong chính trường Việt Nam.

Theo BBC News, việc nhiều cán bộ Việt Nam phải từ chức được cho là kết quả của cuộc "đấu đá nội bộ" trước thềm Đại hội Đảng Cộng sản Việt Nam lần thứ 14 dự kiến diễn ra vào tháng 1 năm 2026. Đài này cũng cho rằng quyền lực của Bộ trưởng Bộ Công an Tô Lâm đang ngày càng gia tăng. Nhiều ý kiến cho rằng "việc ông Vương Đình Huệ bị mất chức đã khiến khả năng Bộ trưởng Công an Tô Lâm trở thành Tổng Bí thư càng cao hơn". Theo Carl Thayer, một giáo sư từ Đại học New South Wales của Úc cho rằng ông Lâm là người có tín nhiệm thấp khi chỉ xếp ở vị trí thứ 43 trong cuộc bỏ phiếu tín nhiệm tại Quốc hội Việt Nam với 400/500 phiếu. Trong khi đó, Đảng Cộng sản Việt Nam thường tìm kiếm những người có sự ổn định và đồng thuận cao. BBC dẫn lời cho rằng việc Ủy ban Kiểm tra Trung ương điều tra về các sai phạm của Tô Lâm vẫn có thể xảy ra nhưng không phải vào lúc này. Hãng thông tấn Reuters nhận định rằng tình hình bất ổn chính trị đang diễn ra ở một quốc gia vốn được xem là ổn định về chính trị. Tờ báo cũng cho rằng sẽ có một cuộc cải tổ lớn trong hàng ngũ các nhà ngoại giao và quan chức khi nước này tìm kiếm người giữ chức Tổng Bí thư Đảng Cộng sản Việt Nam thay thế Nguyễn Phú Trọng. Trong một cuộc khảo sát với 650 lãnh đạo nước ngoài tại Việt Nam, nhiều người cho biết họ tìm đến Việt Nam vì sự ổn định chính trị tại đây và những bất ổn chính trị hiện tại có thể gây quan ngại cho các nhà đầu tư. Tuy nhiên, điều này được cho là sẽ không xảy ra ngay lập tức. The New York Times cũng có bình luận tương tự, thời báo này còn trích dẫn rằng ông Huệ từng được xem là một ứng viên sáng giá cho vị trí Tổng Bí thư Đảng Cộng sản Việt Nam trước khi vướng vào những bê bối. Associated Press cho biết các bê bối chính trị diễn ra trong thời gian này ở Việt Nam sẽ ngăn cản tham vọng kinh tế của nước này, đặc biệt là khi Việt Nam đang cố gắng thay thế Trung Quốc để trở thành chuỗi cung ứng trong khu vực.
Zachary Abuza, trường National War College, Đại học National Defense (Mỹ)
Trong khi đó, Đài Tiếng nói Hoa Kỳ cho rằng việc ông Huệ từ chức sẽ không ảnh hưởng tới chính sách của Việt Nam, nhưng nó có thể gây tác động đến tâm lý của người dân và cộng đồng quốc tế tại một quốc gia vốn luôn tự hào về sự ổn định chính trị. "Khi người nước ngoài nhìn vào chắc họ sẽ lo lắng và bất ngờ, vì có lẽ cũng chưa có nước nào như Việt Nam đã xử lý đến ngần đấy vụ trong một khoảng thời gian ngắn". Việc từ chức của ông Huệ cũng sẽ làm "trầm trọng thêm cuộc khủng hoảng tìm nhân vật kế nhiệm" Nguyễn Phú Trọng. Tương tự, Bloomberg cũng cho rằng việc ông từ chức sẽ không gây ảnh hưởng lớn đến nền kinh tế Việt Nam. Vào ngày ông từ chức, đồng Việt Nam dao động ở mức 25.348 đồng/USD, quanh mức thấp kỷ lục. Trong khi đó, trên sàn giao dịch chứng khoán tại Thành phố Hồ Chí Minh, chỉ số VN-Index thậm chí ghi nhận mức tăng trưởng 1%. Theo văn phòng thống kê Việt Nam, sự đầu tư của nước ngoài vào Việt Nam trong tháng 4 thậm chí đã có sự gia tăng ở mức 3,1 tỷ USD do Trung Quốc và Hồng Kông thúc đẩy. Tuy nhiên, việc nhiều người phải từ chức được coi là "chưa từng có tiền lệ" trong thời kỳ xáo trộn chính trị ở Việt Nam. Nhà báo David Hutt của The Diplomat chia sẻ trên BBC rằng việc công an nắm giữ quyền lực lớn không phải là điều tốt đẹp cho người dân Việt Nam hay các doanh nghiệp, đặc biệt là sau Đại hội Đảng Cộng sản Việt Nam lần thứ 14 vào năm 2026. Tờ Người Việt cho rằng trường hợp của Vương Đình Huệ có sự tương đồng với Võ Văn Thưởng trước đó.
Theo truyền thông nhà nước Việt Nam, các vi phạm của Vương Đình Huệ đã làm ảnh hưởng đến uy tín của Đảng Cộng sản Việt Nam, Nhà nước và chính bản thân ông, mặc dù ông Huệ là một cán bộ được "đào tạo cơ bản, trưởng thành từ cơ sở". Một ngày sau khi thông tin về việc Vương Đình Huệ từ chức được công bố, báo Nhân Dân, cơ quan ngôn luận của Đảng Cộng sản Việt Nam đã nhấn mạnh rằng mỗi cán bộ phải "thấm nhuần tư tưởng của Đảng" và có "trách nhiệm cao về lĩnh vực phụ trách". Đồng thời cũng phải là "tấm gương [...] cho quần chúng noi theo". Tờ báo này còn khẳng định việc làm Đảng trong sạch và củng cố niềm tin của nhân dân là nền tảng quan trọng nhất. Tương tự, một bài viết khác của báo Nhân Dân cũng cho rằng việc xử lý các cán bộ vi phạm đang ngày càng nghiêm minh. Trước đó, trong giai đoạn xuất hiện những tin đồn xoay quanh chuyến thăm Trung Quốc của Vương Đình Huệ, Cổng thông tin điện tử của Ủy ban nhân dân tỉnh Thừa Thiên Huế và báo Bình Phước đã lên tiếng bác bỏ những thông tin như "cầu viện" hay "chính trường Việt Nam sắp bất ổn". Các cơ quan này khẳng định không có chuyện "nước ngoài can thiệp" vào Việt Nam. Ngoài ra, họ cũng nhắc đến Việt Tân, Chân Trời Mới Media, Tiếng Dân, Đài Á Châu Tự Do... như những ví dụ điển hình cho "luận điệu xuyên tạc". Trong kỳ họp thường kỳ thứ 7 của Quốc hội Việt Nam khóa XV, Chủ tịch Ủy ban Trung ương Mặt trận Tổ quốc Việt Nam Đỗ Văn Chiến cho rằng cử tri và người dân ủng hộ việc Đảng và Nhà nước xử lý các cán bộ cấp cao vi phạm những điều đảng viên không được làm hay trách nhiệm nêu gương. Ông nói thêm rằng các biện pháp xử lý đang được đẩy mạnh, kỷ cương và nghiêm minh.
Trước việc nhiều thông tin về cán bộ cấp cao từ chức, bao gồm cả sự từ chức trước đó của Võ Văn Thưởng, vào ngày 4 tháng 7, Tổng Bí Thư Nguyễn Phú Trọng đã lên tiếng yêu cầu lực lượng công an cần giải quyết tình trạng các thông tin bí mật Nhà nước bị lộ ra bên ngoài. Ông Trọng đã yêu cầu công an cần phải bảo vệ "nền tảng tư tưởng của Đảng, bảo vệ an ninh chính trị nội bộ, bảo vệ đội ngũ cán bộ, nhất là cán bộ cấp chiến lược; có giải pháp khắc phục triệt để tình trạng lộ, mất bí mật Nhà nước, trong nhà chưa tỏ, ngoài ngõ đã tường". Theo ông Trọng, một trong các nguyên nhân khiến việc thông tin bí mật nhà nước bị lộ ra ngoài là do việc "tự diễn biến", "tự chuyển hóa" của các cá nhân và "nội gián của các thế lực địch". Tuy nhiên, BBC News lại cho rằng việc cài cắm nội gián là rất thấp.